# Stylocheiron abbreviatum
Stylocheiron abbreviatum är en kräftdjursart som beskrevs av Georg Ossian Sars 1883. Stylocheiron abbreviatum ingår i släktet Stylocheiron och familjen lysräkor. Inga underarter finns listade i Catalogue of Life.